# Pere Ramon I de Comenge
Pere Ramon I (c. 1295 - 16 d'abril de 1341) va ser senyor de Serrieres i, des de 1339, comte de Comenge.
Era el segon fill de Laura de Montfort i del comte Bernat VII de Comenge, de qui en va heretar la senyoria (o vescomtat) de Serrieres a la seva mort.

## Biografia
Després de la mort del seu nebot, Joan de Comenge, el 1339 quan encara era un nen, les germanes del difunt van reclamar el comtat, però Pere Ramon es va referir al fet que l'herència per línia femenina no es practicava a Comenge i, havent aconseguit el suport del rei, es va establir en les seves noves possessions. A la font d'aquest conflicte successori hi havia també interessos polítics, ja que es temia que la sobirania del comtat de Comenge recaigués a la casa d'Aragó si finalment l'heretava Cecília de Comenge, germana gran de Joan. Cecília era l'hereva legal, però estava casada amb Jaume I d'Urgell, infant de la Corona d'Aragó.
Per resoldre finalment aquest problema, va casar el seu fill amb Joana de Comenge, una de les contendents. Segons altres fonts, el casament va tenir lloc després de la mort de Pere Ramon I.
Poc després de l'accés al tron comtal, Pere Ramon va caure greument malalt i va morir. Tenia uns 46 anys.

## Núpcies i descendència
Pere Ramon I es va casar el 1314 o el 1320 amb Francesca de Fresensac, (filla de Bernat VI d'Armagnac?), amb qui va tenir tres fills:
- Pere Ramon II (m. 1375/1376) - futur comte de Comenge

- Elionor, casada amb Arnau Roger II de Pallars Sobirà (c. 1340) i després amb Gallard de La Mota (c. 1345)
- Joana, casada amb Geraud d'Armagnac, vescomte de Fesansaguet.